# Stefan Schwarz
Hans-Jürgen Stefan Schwarz (* 18. dubna 1969, Malmö) je bývalý švédský fotbalista, krajní obránce či záložník. Se švédskou reprezentací získal bronz na mistrovství Evropy v roce 1992 a taktéž bronzovou medaili si přivezl z mistrovství světa v roce 1994. Zúčastnil se také mistrovství světa v roce 1990. Za národní tým nastupoval v letech 1990–2001 a odehrál 69 utkání, v nichž vstřelil 6 branek. S Arsenalem Londýn hrál finále Poháru vítězů pohárů 1994/95 a s Valencií vyhrál Pohár Intertoto 1998. S Malmö se stal mistrem Švédska (1988), s Benficou Lisabon dvakrát mistrem Portugalska (1990/91, 1993/94). V Malmö působil v letech 1987–1990, poté hrál za Benficu (1990–1994), Arsenal (1994–1995), Fiorentinu (1995–1998), Valencii (1998–1999) a Sunderland (1999–2003). V roce 1999 byl vyhlášen švédským fotbalistou roku (anketa Guldbollen).